# Eutymiusz (Jelijew)
Eutymiusz, imię świeckie Jewstafij lub Jewstratij Płatonowicz Jelijew (ur. 1846 w Gruzji, zm. 1918 w Moskwie) – rosyjski biskup prawosławny, z pochodzenia Gruzin.

## Życiorys
Był synem kapłana prawosławnego, protojereja służącego w cerkwi w dzielnicy Awlabari w Tyflisie. Ukończył seminarium duchowne w tym samym mieście, a następnie został zatrudniony w działającej przy nim niższej szkole duchownej. 5 stycznia 1866 został wyświęcony na kapłana i skierowany do służby w cerkwi, w której nadal niósł posługę jego ojciec. W 1873 objął stanowisko asystenta nadzorcy szkoły duchownej w Tyflisie oraz katechety w szkole żeńskiej św. Niny. Siedem lat później powierzono mu również prowadzenie zajęć z katechezy w gimnazjum męski w Tyflisie. W latach 1884–1891 był protojerejem tyfliskiej katedry Sioni. W 1891 zakończył pracę katechety.
W 1902 został proboszczem cerkwi Kaszweti. Rok później złożył wieczyste śluby mnisze, po czym został podniesiony do godności archimandryty. Objął urząd przełożonego monasteru Przemienienia Pańskiego w Tyflisie. Kilkanaście dni później w soborze Trójcy Świętej w petersburskiej Ławrze Aleksandra Newskiego miała miejsce jego chirotonia biskupia. Otrzymał tytuł biskupa Alawerdi, wikariusza egzarchy Gruzji. Dwa lata później został biskupem Gori, również wikariuszem Egzarchatu Gruzińskiego.
Brał udział w pracach przygotowawczych do planowanego Soboru Lokalnego Rosyjskiego Kościoła Prawosławnego, który ostatecznie nigdy się nie odbył. Z powodu swojego stanowiska w sprawie przyszłości Cerkwi w Gruzji i możliwości powtórnego nadania jej autokefalii, co jego zdaniem nie było koniecznością (a o co ubiegała się większość biskupów gruzińskich), został skierowany do pracy duszpasterskiej w eparchii niżnonowogrodzkiej. Otrzymał tytuł biskupa bałachnińskiego. Trzy lata później na własną prośbę odszedł w stan spoczynku. Został przeniesiony do moskiewskiego Monasteru Zaikonospasskiego, którym zarządzał na prawach przełożonego. W 1913 był przełożonym monasteru Przemienienia Pańskiego w Tyflisie. W latach 1914–1918 kierował natomiast Monasterem Nowospasskim w Moskwie. Prawdopodobnie zmarł w więzieniu politycznym, które w tym samym roku powstało na terenie klasztoru.